# Toy Story Racer
 (mars 2020).
Si vous disposez d'ouvrages ou d'articles de référence ou si vous connaissez des sites web de qualité traitant du thème abordé ici, merci de compléter l'article en donnant les références utiles à sa vérifiabilité et en les liant à la section « Notes et références ».
Pour les articles homonymes, voir Toy Story (homonymie).
Toy Story Racer est un jeu vidéo de course sorti en 2001 sur Game Boy Color et PlayStation. Le jeu a été développé par Traveller's Tales sur PlayStation et par Tiertex Design sur Game Boy Color ; dans les deux cas, il a été édité par Activision.
Le jeu est basé sur l'univers de Toy Story.

## Système de jeu
Il est possible de jouer 12 personnages :
| - Woody - Buzz Lightyear - La Bergère - M. Patate | - Rex - Zigzag - Bayonne - Lenny the binoculars | - RC - Rocky Gibraltar - Squeeze Toy Alien/Little Green Man - Babyface |

Le joueur doit collectionner 200 soldats pendant tout le jeu en les gagnant lors de différentes courses. Huit des douze personnages doivent être débloqués en gagnant le nombre de soldats requis. Les personnages de base sont: Woody, Buzz, la Bergère et RC.